# Culte du serpent

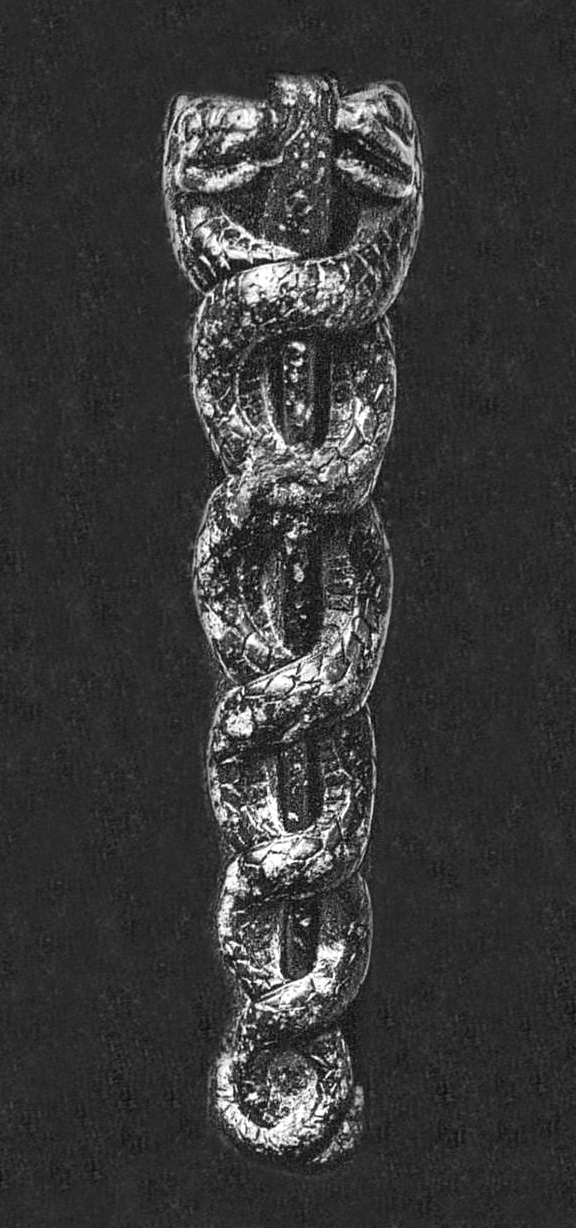
Le caducée, symbole du dieu Ningishzida, sur le vase de libation du souverain sumérien Gudea, vers 2100 avant notre ère.

Le culte du serpent, ou ophiolâtrie, est une dévotion aux divinités serpents. Cette tradition est présente dans plusieurs cultures anciennes, notamment dans leur religion et leur mythologie, où les serpents étaient considérés comme détenteurs de connaissances, de force et de renouveau.

## Proche Orient

### Mésopotamie antique
Les anciens Mésopotamiens et Sémites croyaient que les serpents étaient immortels parce qu’ils pouvaient perdre leur peau à l’infini et paraître éternellement jeunes, apparaissant à chaque fois sous une nouvelle forme. Les Sumériens adoraient un dieu serpent nommé Ningishzida. Avant l'arrivée des Israélites, les cultes du serpent étaient bien établis à Canaan à l'âge du bronze, car les archéologues ont découvert des idoles du serpent dans des strates de l'âge du bronze dans plusieurs villes pré-israélites de Canaan : deux à Megiddo, une à Gezer, une dans le sanctum sanctorum (en) du temple de la zone H à Hazor et deux à Sichem.
Des objets du culte du serpent figuraient dans d'autres cultures de la région. Un sanctuaire hittite de la fin de l’âge du bronze, dans le nord de la Syrie, contenait une statue en bronze d’un dieu tenant un serpent dans une main et un bâton dans l’autre. À Babylone, au VIe siècle, une paire de serpents de bronze flanquait chacune des quatre portes du temple du dieu Marduk, l'Esagil. Lors de la fête du Nouvel An babylonien, le prêtre devait commander à un menuisier, à un métallurgiste et à un orfèvre deux images, dont l'une « tiendra dans sa main gauche un serpent de cèdre, levant sa [main] droite vers le dieu Nabû. ». Au tell de Tepe Gawra, au moins dix-sept serpents de bronze assyriens du début de l'âge du bronze ont été récupérés.

### Émirats arabes unis

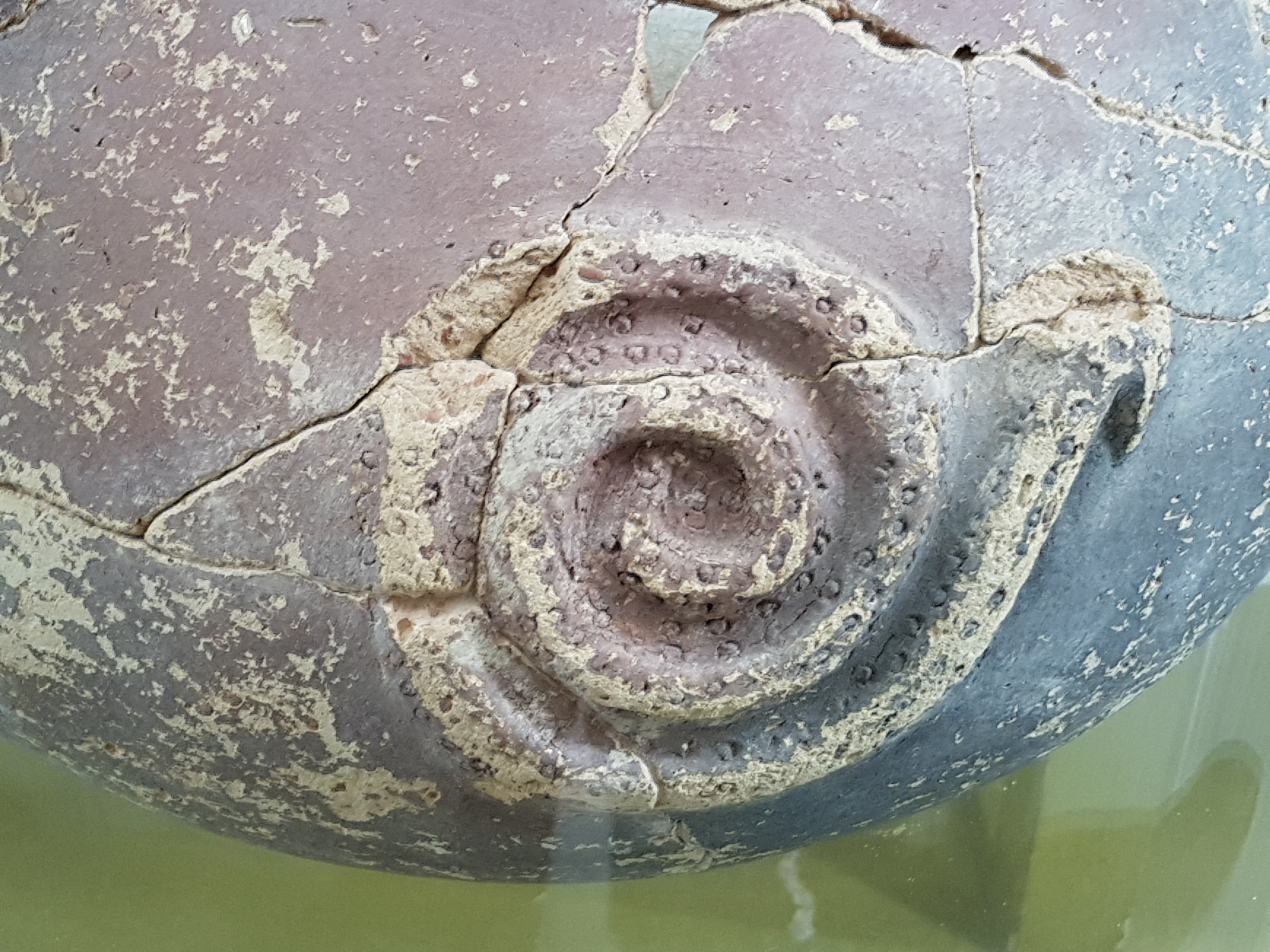
Motif de serpent sur une poterie de l'âge du bronze de Rumailah, Al-Aïn.

Beaucoup de représentations de serpents en poterie, en bronze et même en or ont été découvertes dans tous les Émirats arabes unis. La plupart proviennent du centre métallurgique de l'âge du bronze et de l'âge du fer de Saruq Al Hadid (en), bien que des artefacts portant des symboles de serpent aient aussi été découverts dans des sites de l'âge du bronze à Rumailah (en), Bithnah (en) et Masafi (en). La plupart des représentations de serpents sont similaires, avec une décoration de pointillés réguliers.
Bien que les archéologues pensent que ces représentations dans les sites des Émirats arabes unis avaient une fonction religieuse, cela reste une conjecture.

### Gnosticisme

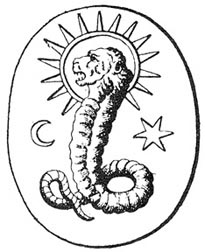
Une divinité serpentine à tête de lion trouvée sur une gemme gnostique pourrait être une représentation du Démiurge (L'antiquité expliquée et représentée en figures de Bernard de Montfaucon, 1719).

Le gnosticisme est né à la fin du Ier siècle de notre ère dans les sectes juives non rabbiniques et parmi les premiers chrétiens. Lors de la formation du christianisme, divers groupes sectaires, qualifiés de « gnostiques » par leurs opposants, ont mis l'accent sur la connaissance spirituelle (gnose) de l'étincelle divine intérieure, plutôt que sur la foi (pistis) dans les enseignements et les traditions des différentes communautés chrétiennes,,,. Le gnosticisme présente une distinction entre le Dieu le plus élevé, inconnaissable, et le Démiurge, « créateur » de l'univers matériel,,,. Les Gnostiques considéraient que la partie la plus essentielle du processus de salut était cette connaissance personnelle, et non la foi comme vision du monde et la foi dans l'autorité ecclésiastique,,,.
Dans le gnosticisme, le serpent biblique du Jardin d'Éden est loué et remercié pour avoir apporté la connaissance (gnose) à Adam et Eve et les avoir ainsi libérés du contrôle du Démiurge malfaisant. Les doctrines du christianisme gnostique sont fondées sur une cosmologie dualiste qui implique un conflit éternel entre le bien et le mal et la conception du serpent comme sauveur et dispensateur du savoir à l'humanité, opposé au Démiurge ou dieu créateur, identifié au Dieu Yahweh de l'Ancien Testament,. Les chrétiens gnostiques considéraient le Dieu de l'Ancien Testament comme un faux dieu malfaisant, créateur de l'univers matériel, et le dieu inconnu de l'Évangile, le père de Jésus-Christ et créateur du monde spirituel, comme le vrai dieu bienfaisant,. Dans les systèmes archontiques (en), séthiens et ophites, Ialdabaôth (Yahweh) est considéré comme le Démiurge malfaisant et le faux dieu de l'Ancien Testament, créateur de l'univers matériel qui enferme les âmes dans les corps physiques, prisonnières du monde de peine et de souffrance qu'il a créé,.
Cependant, tous les mouvements gnostiques ne considéraient pas le créateur de l’univers matériel comme intrinsèquement mauvais ou malveillant. Les Valentiniens, par exemple, croyaient que le Démiurge était simplement un créateur ignorant et incompétent, essayant de façonner le monde aussi bien qu'il le pouvait, mais manquant du pouvoir nécessaire pour soutenir sa bonté,. Ils étaient considérés comme hérétiques par les pères proto-orthodoxes de l'Église primitive,.

## Afrique

### Danh-gbi
En Afrique, un des centres du culte du serpent était le royaume du Dahomey (dans le Bénin actuel), mais le culte de ce python semble avoir eu une origine étrangère, introduit vers 1725 depuis le royaume houéda, au moment de sa conquête par le Dahomey. Il s'agissait d'une divinité serpent nommée le Danh-gbi, ou Dangbe, qui était un dieu bénéfique de la sagesse et du bonheur, « associée avec les arbres et l'océan ».
À Ouidah, son centre principal, il y avait un temple du serpent occupé par une cinquantaine de ces animaux[réf. nécessaire]. Tuer un python, même par accident, était punissable de la mort, mais au XIXe siècle, cette peine était remplacée par une amende,,.
Le Danh-gbi avait de nombreuses épouses, qui jusqu'en 1857 prenaient part à une procession interdite au profane ; ceux qui la regardaient en cachette étaient punissables de mort. Un python était transporté dans un hamac autour de la ville, peut-être à titre de cérémonie pour en éloigner le mal.

### Serpent arc-en-ciel
Le serpent arc-en-ciel était appelé Ayida Wedo, un genre de seprent cosmique qui pouvait provoquer des séismes et des inondations et même contrôler le mouvement des corps célestes. Le dieu arc-en-ciel des Ashantis avait aussi la forme d'un serpent. Son messager était un type de boas, mais seuls certains animaux étaient sacrés, et non toute l'espèce. Dans la mythologie d'Afrique de l'Ouest en général, Ayida Weddo soutiendrait le ciel,.

#### Religion de la diasporia africaine
Cette croyance s'est répandue dans le Nouveau Monde. Dans le vaudou haïtien, le créateur loa Damballa est représenté comme un serpent, son épouse Ayida Wedo étant le serpent arc-en-ciel. Les Simbi sont un type de loa serpent dans le vaudou haïtien. Ils sont associés à l'eau et on pense parfois qu'ils agissent comme des psychopompes au service de Papa Legba[citation nécessaire].

#### Exemple artistique
Eva Meyerowitz a commenté un pot de terre-cuite conservé au musée d'Achimota School, dans l'actuel Ghana. La base du col de ce pot est entourée par un serpent arc-en-ciel. La légende de cette créature explique que celle-ci ne sort de son logis que lorsqu'elle est assoiffée. La queue posée sur le sol, le serpent lève la tête vers le ciel à le recherche du dieu de la pluie. Pendant qu'il boit, le serpent répand une partie de l'eau, qui tombe en pluie sur la terre
Il y a quatre autres serpents sur les flancs du pot. Danh-gbi, le serpent dispensateur de la vie, Li, le protecteur, Liwui, associé avec le dieu marin Wu, et Fa, le messager des dieux. Les trois premiers serpents, Danh-gbi, Li et Liwui, étaient tous les trois vénérés à Ouidah, où le culte du serpent avait son origine. Pour les habitants du Dahomey, l'esprit du serpent devait être craint, car il ne pardonnait jamais. Ils croyaient que cet esprit pouvait se manifester dans tout objet long et souple, comme une racine de plante ou le nerf d'un animal. Ils l'assimilaient aussi au cordon ombilical, ce qui en faisait un symbole de la fertilité et de la vie.

### Mami Wata

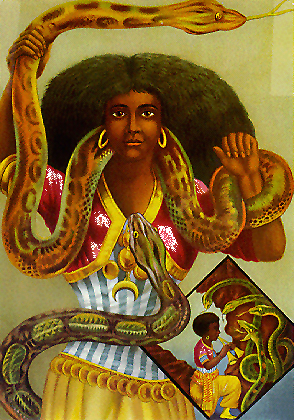
Mami Wata, qui joue un rôle majeur dans diverses religions africaines et afro-américaines,.

Mami Wata est un esprit de l'eau ou une classe d'esprits associés à la fertilité et à la guérison, généralement représenté comme une femme tenant un grand serpent ou avec le bas du corps d'un serpent ou d'un poisson. Elle est vénérée en Afrique occidentale, centrale et australe ainsi que dans la diaspora africaine[réf. souhaitée].

### Égypte antique
Les anciens Égyptiens adoraient les serpents, en particulier le cobra. Le cobra n'était pas seulement associé au dieu solaire Ra, mais aussi à de nombreuses autres divinités comme Ouadjet, Rénénoutet, Nehebkaou et Mertseger.
Les serpents pouvaient aussi être mauvais et nuisibles, comme dans le cas d' Apophis[réf. souhaitée]. La déesse serpent Mertseger est considérée de manière ambivalente, à la fois avec vénération et avec crainte.
Des sortilèges contre les serpents étaient inscrits ou scandés, parfois même pour protéger les morts. On connaît des charmes contre les serpents qui invoquent le dieu serpent Nehebkaou.
Ouadjet, la déesse patronne de la Haute-Égypte, était représentée comme un cobra au capuchon étendu ou comme une femme à tête de cobra. Elle devint l'un des emblèmes protecteurs de la couronne du pharaon une fois la Haute et la Basse-Égypte réunies. On disait qu'elle « crachait du feu » sur les ennemis du pharaon et sur les ennemis de Râ. Parfois désignée comme l'un des yeux de Râ, elle était souvent associée à la déesse lionne Sekhmet, qui assumait également ce rôle[réf. souhaitée].

### Affiliations sociales et familiales
Dans de nombreuses régions d’Afrique, le serpent est considéré comme l’incarnation de parents décédés. Chez les Zoulous, comme chez les Betsileos de Madagascar, certaines espèces sont assignées comme demeure à certains groupes. Les Maasaï, quant à eux, considèrent chaque espèce comme l'habitat d'une famille particulière de la tribu[réf. souhaitée].

## Amériques

### Amérique du Nord
Certains peuples autochtones d'Amérique comme les Hopis vénèrent le serpent à sonnettes en tant que grand-père et roi des serpents, capable de donner des vents favorables ou de provoquer des tempêtes[réf. souhaitée]. Chez les Hopis de l'Arizona, les manipulateurs de serpents ont un grand rôle dans une danse pour célébrer l'union du Jeune serpent (un esprit du Ciel) et de la Fille serpent (un esprit des Enfers)[réf. nécessaire]. Le serpent à sonnette était vénéré dans le temple du soleil des Natchez[réf. nécessaire].

### Mésoamérique

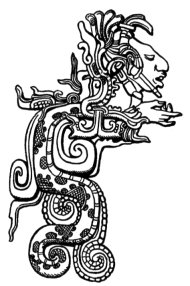
Aspect classique du serpent maya, représenté à Yaxchilan.

Les divinités maya Kukulkan et aztèque Quetzalcóatl (mots signifiant tous deux « serpent à plumes ») figuraient en bonne place dans leurs cultures d'origine respectives. Kukulkan (Q'uq'umatz en K'iche') est associé à l'iconographie du Serpent-vision dans l'art maya. Kukulkan était une divinité officielle de l'État Itza dans le Nord du Yucatan.
Le culte de Quetzalcoatl remonte au Ier siècle av. J.-C. à Teotihuacan. Dans la période postclassique (900-1519 après J.-C.), le culte était centré sur Cholula. Quetzalcoatl était associé au vent, à l'aube, à la planète Vénus comme étoile du matin, et était un patron tutélaire des arts, de l'artisanat, des marchands et du sacerdoce.

### Amérique du Sud

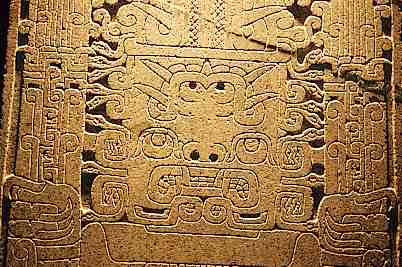
La stèle Raimondi de la culture Chavín, à Ancash au Pérou, représente une figure à crocs et griffes avec des serpents pour cheveux.

Les serpents occupent une place importante dans l'art de la culture pré-inca Chavín, comme on peut le voir sur le site type de Chavín de Huántar au Pérou. Au Chili, la mythologie mapuche présentait une figure de serpent dans des récits du déluge[réf. nécessaire].

## Asie

### Cambodge
Les serpents, ou nāgas, jouent un rôle particulièrement important dans la mythologie cambodgienne. Une histoire bien connue explique l'émergence du peuple khmer à partir de l'union d'éléments indiens et indigènes, ces derniers étant représentés par les nāgas. Selon cette histoire, un brahmane indien nommé Kaundinya est venu au Cambodge, qui était à l'époque sous la domination du roi naga. La princesse naga Soma sortit pour combattre l'envahisseur mais fut vaincue. Lorsqu'on lui a proposé d'épouser Kaundinya, Soma a accepté de le faire et ils ont gouverné le pays ensemble. Les Khmers sont leurs descendants.

### Inde

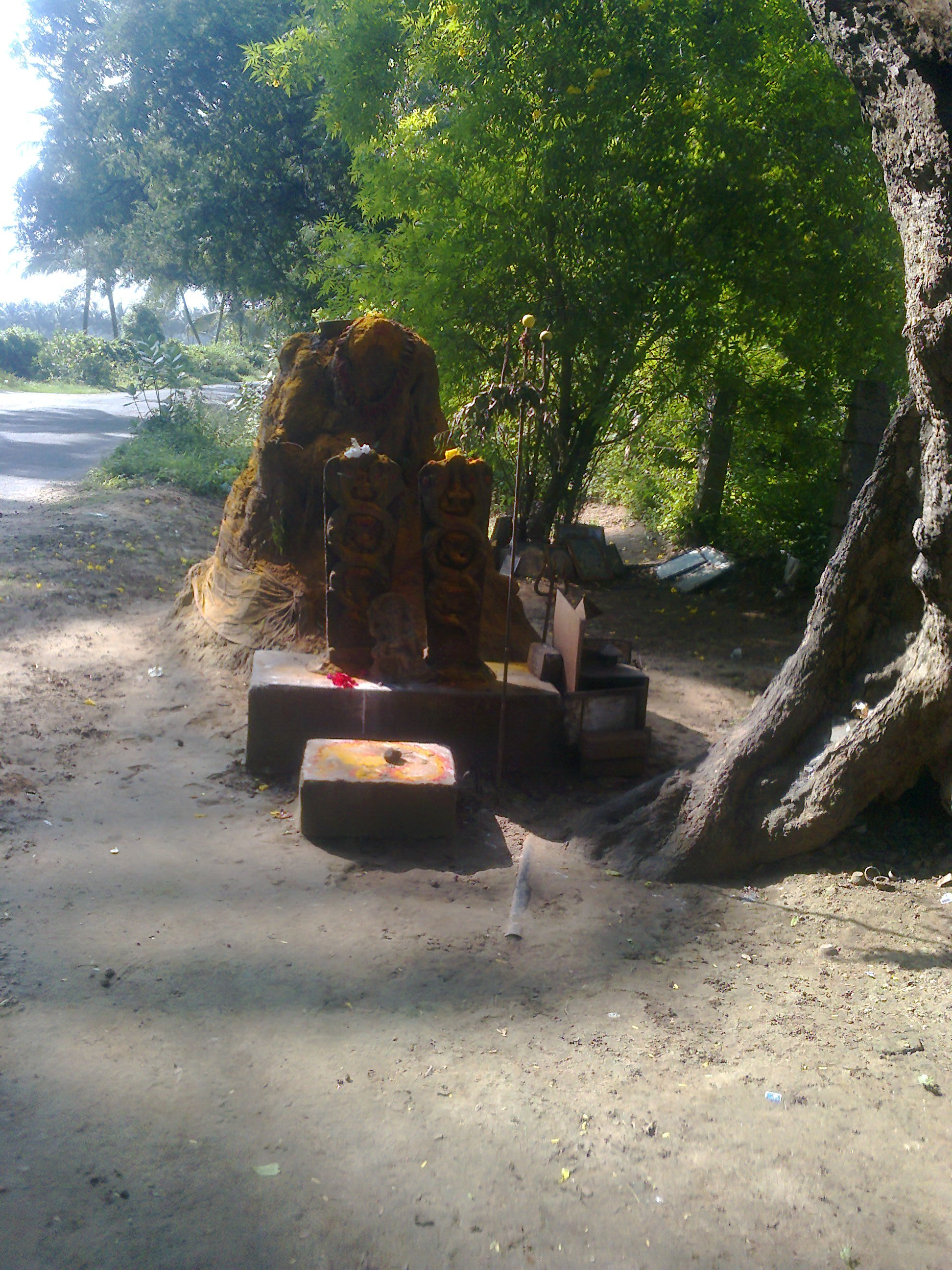
Un temple dédié aux serpents en bordure de route au Tamil Nadu.

Les serpents (nāgas) ont un statut majeur dans la mythologie hindoue. Nāga (en sanskrit : नाग) est le mot sanskrit et pali pour une divinité, ou une classe de d'entités, ou d'êtres, qui ont la forme de très grands serpents, présents dans l'hindouisme et le bouddhisme. L'usage de ce terme est souvent ambigu, car il peut aussi renvoyer, dans les mêmes contextes, à certaines tribus nommées ou surnommées Nāgas, à des éléphants ou à des serpents ordinaires, particulièrement au Cobra royal (Ophiophagus hannah), à Ptyas mucosa et au Cobra indien (Naja naja ; cette espèce est encore nommée nāg en hindi et dans d'autres langues de l'Inde). Un nāga femelle est une nāgīn. Le serpent représente principalement la renaissance, la mort et la mortalité, du fait de sa mue qui symbolise une nouvelle naissance. Dans une grande partie de l'Inde on trouve des cobras ou des nagas gravés, ou sous forme de statues. On leur offre de la nourriture et des fleurs et on brûle de l'encens devant leurs sanctuaires. Dans certaines communautés, un cobra tué par accident est brûlé comme un être humain ; personne n'en tuerait volontairement. La statue du dieu-serpent est conduite par une prêtresse non-mariée lors d'une procession annuelle.

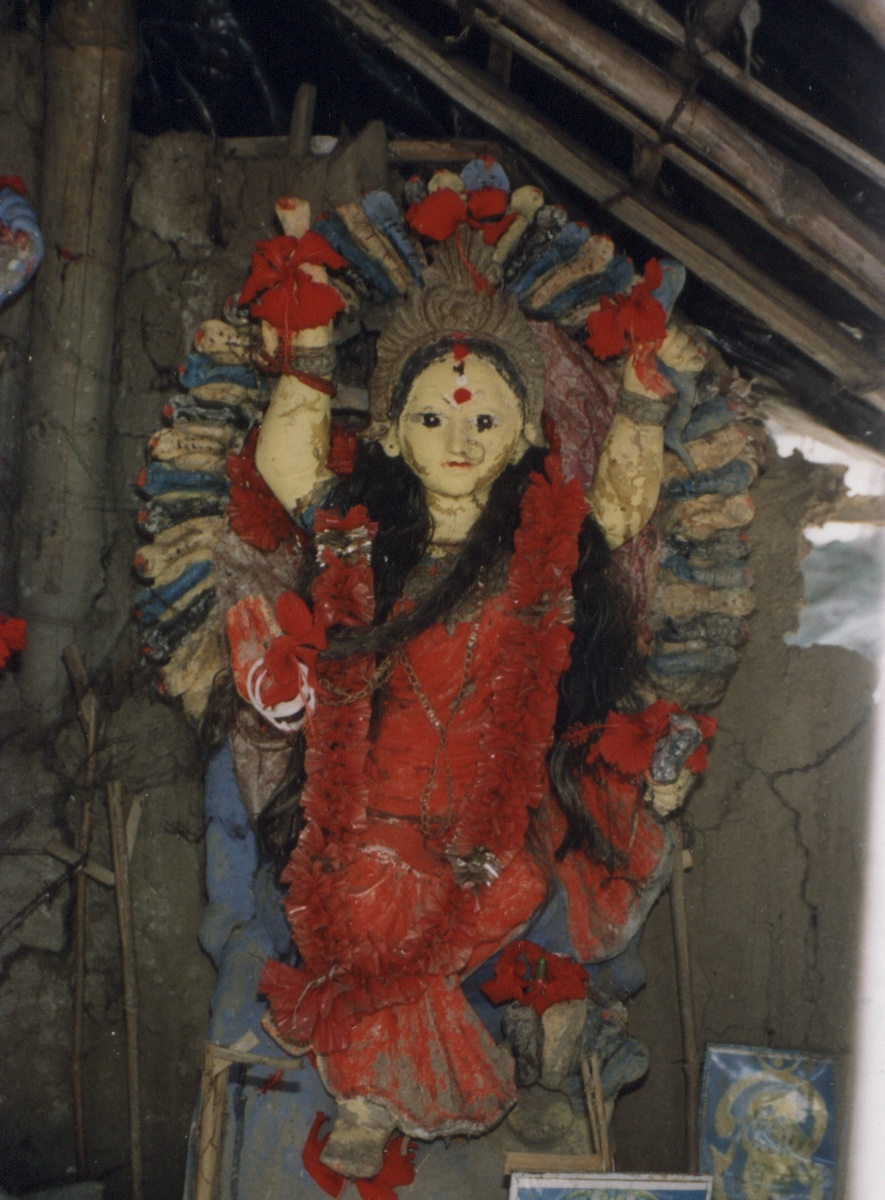
Manasa dans un village des Sundarbans, au Bengale occidental.

Par le passé, il existait de nombreuses formes de culte du serpent en Inde. Dans le nord de la région, on vénérait une version masculine du serpent nommée Rivaan, le « roi des serpents ». Dans le sud du pays, on vénérait plutôt des serpents vivants). Au Bengale, le culte de Manasa était celui d'une déesse-serpent anthropomorphe.

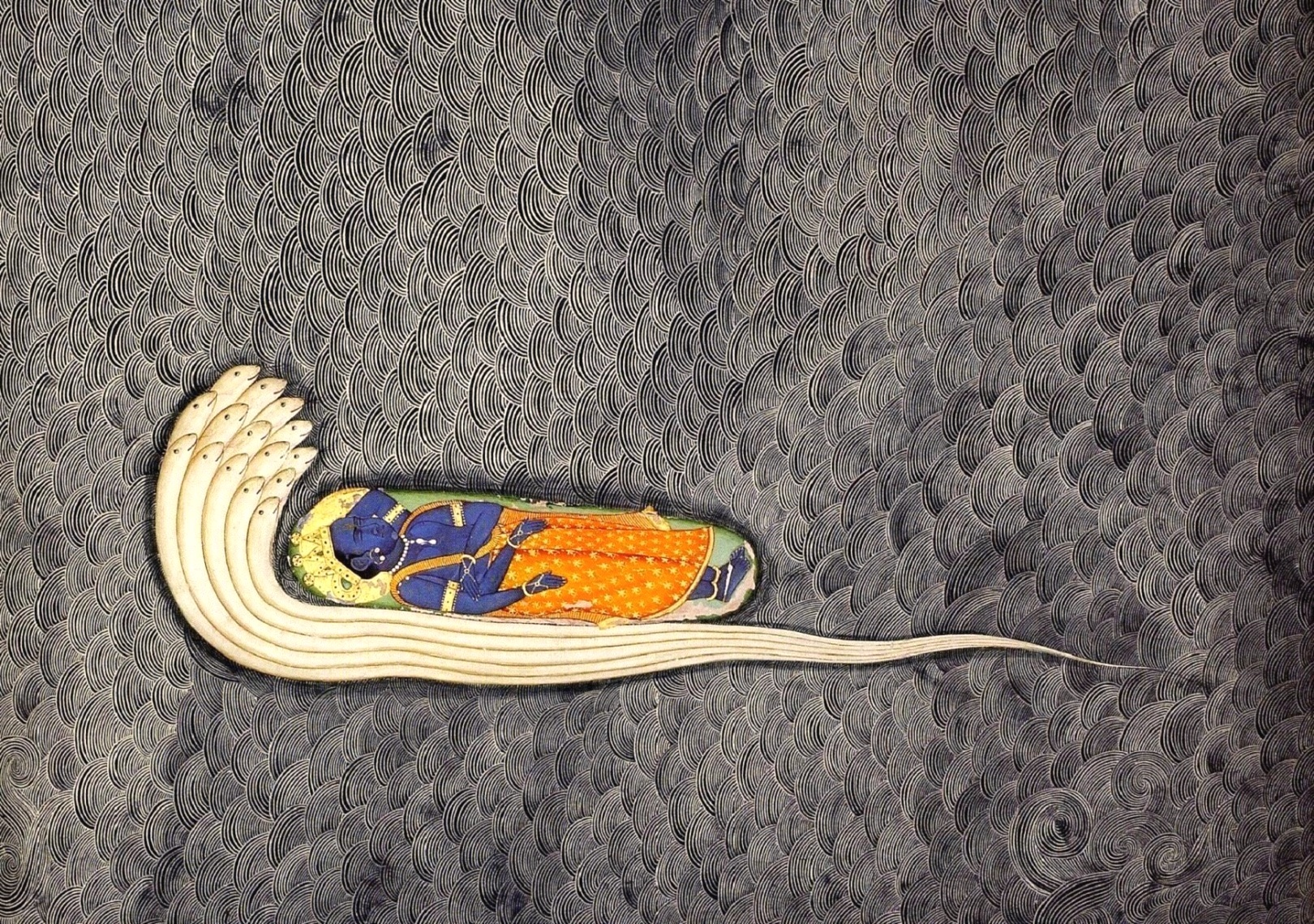
Vishnou reposant sur le Naga Adishesha (peinture rajput du Mârvar, fin du XVIIIe siècle).

Des nāgas jouent un rôle important dans de nombreuses légendes de la mythologie hindoue :
- Shesha (Aadi shesha, Anantha) sur lequel Vishnou se repose.
- Vasuki, le roi des nāgas.
- Kaliya, empoisonneur de la Yamuna avant que Krishna le maîtrise et l'oblige à quitter la rivière.
- Manasa, la reine des serpents.
- Astika (en), un sage mi-homme mi-serpent, fils de Manasa et du brahmane Jaratkaru (en).
- Un serpent est souvent représenté autour du cou de Shiva.
- Le grand sage Patanjali, auteur du Yoga sūtra, était censé être une incarnation d'Ananta, sur lequel dort Vishnou. Il se transformait en serpent géant pendant qu'il enseignait de derrière un écran.
- Lors de la grande fête hindouiste de Naga Panchami (en), le cinquième jour du mois de shravana (en) (juillet-août), les dévots offrent aux statues de serpents du lait et de l'encens pour obtenir le savoir, la richesse et la célébrité.

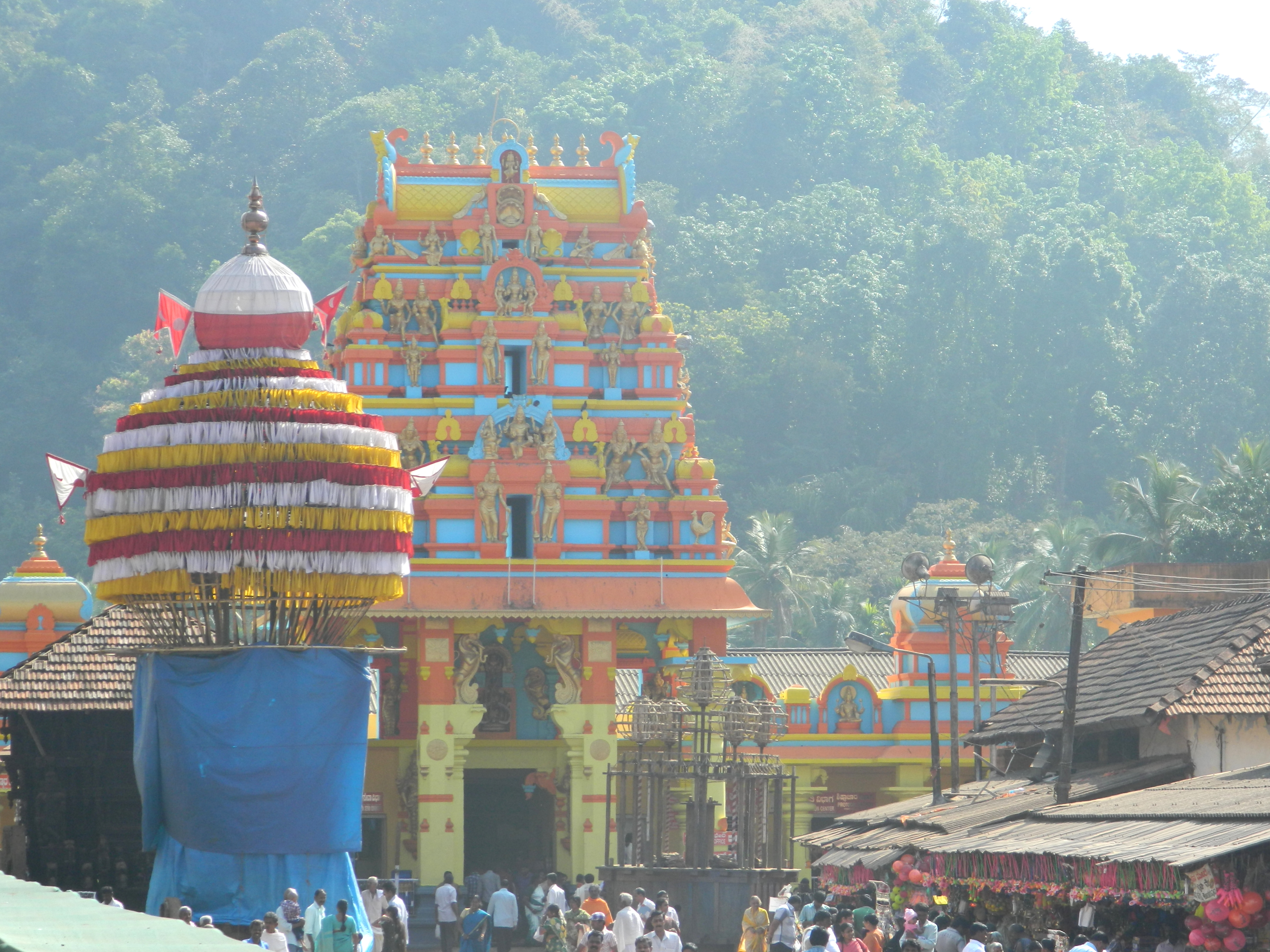
Temple de Kukke Subramanya, au Karnataka.

Plusieurs districts du Bengale célèbrent le serpent. Certains le célèbrent le dernier jour du mois bengali de shravana (en). Ce jour-là, chaque famille sans distinction de caste ou de situation fabrique une statuette d'argile de sa divinité-serpent — habituellement une déesse-serpent avec deux serpents étalant leurs capuchons sur ses épaules. Elle adore cette statuette à domicile et lui sacrifie un pigeon ou une chèvre. A la fin de la fête, les deux serpents de ses épaules sont retirés, puis elle est plongée dans la rivière. L'argile de ces deux serpents est réputée guérir les maladies, particulièrement celles des enfants. Ces districts vénèrent aussi un objet connu sous le nom de Karandi. Le Karandi ressemble à une petite maison d'écorce aux murs et au toit décorés d'images de serpents, de la déesse-serpent et de légendes de serpents. Elle est aspergée du sang des animaux sacrifiés et aussi plongée dans la rivière à la fin de la fête.
Dans les tribus Khasis du Meghalaya, il existe une légende de culte du serpent. La divinité serpent, nommée « U Thlen » (lit. python ou grand serpent), réclame des sacrifices humains à ses adorateurs. Ceux qui peuvent lui offrir du sang humain sont habituellement récompensés par des richesses, et elle humilie ceux qui ne peuvent pas. La question du Thlen est encore un sujet sensible chez les Khasis, et dans certaines régions rurales des personnes auraient été tuées pour avoir été des « Nongshohnoh », ou Gardiens du Thlen, le dieu-serpent maléfique.
Les nāgas sont aussi adorés comme des divinités familiales, notamment au Madhya Pradesh et au Gujarat. Au Madhya Pradesh, les habitants du village de Sironja Gadariya, dans le district de Katni, vénèrent le nāga comme un de leurs ancêtres. Ils le fêtent lors des naissances, des mariages et d'autres événements. Ils affirment même qu'un serpent réel, généralement un cobra, vit en leur compagnie, mais ne mord jamais personne : il s'agirait d'un ancêtre maudit pour ses mauvaises actions.
Enfin, dans le yoga, la kundalini est une forme d'énergie spirituelle lovée à la base de la colonne vertébrale. Ce terme sanskrit signifie « serpent enroulé » et plusieurs déesses lui sont associées, notamment Adi Parashakti et Bhairavi,.

### Chine
Huit rois-dragons se seraient assemblés pour entendre le bouddha Shakyamuni prêcher le Sūtra du Lotus, selon le sutra lui-même. La traduction du sutra par Kumarajiva leur donne les noms sanskrits suivants : Nanda, Upananda, Sagara, Vāsuki, Takshaka, Anavatapta, Manasvin et Utpalaka. Selon le premier chapitre du sutra, chacun y était accompagné par plusieurs centaines de milliers de fidèles.

### Corée
Dans la mythologie coréenne, Eopsin (en), la déesse de la richesse, apparaît comme un serpent noir avec des oreilles. Chilseongshin (l'équivalent d'Eopsin sur l'île de Jeju) et ses sept filles sont toutes des serpents. Ces déesses sont des divinités des vergers et des cours et protègent la maison. Selon le Jeju Pungtorok, « Les gens ont peur des serpents. Ils l'adorent comme un dieu... Quand ils voient un serpent, ils l'appellent un grand dieu, ne le tuent pas et ne le chassent pas. » Les serpents étaient symbole de valeur parce qu’ils mangeaient les rats et d’autres nuisibles.

### Japon

#### Divinité Miwa
Dans la mythologie japonaise, une divinité serpent majeure est le dieu du mont Miwa, c'est-à-dire Ōmononushi, dont le temple à Sakurai, l'Ōmiwa-jinja, est encore en activité de nos jours. Selon la mythologie, cette divinité pouvait prendre forme humaine pour rendre visite à des femmes et engendrer une progéniture. Un des objets de sa passion, dame Ikutamayori (ja) chercha à découvrir son identité en attachant un fil à l'ourlet de son vêtement,. Une autre femme, dame Yamatohimomotoso, se suicida avec des baguettes en apprenant que son époux était un serpent (Légende de Hashihaka),.
Certaines versions de la légende de Matsura Sayohime (Otohi-hime) sont classées parmi les Miwasan-kei setsuwa (三輪山型説話, récits dans le style du Mt. Miwa),. Il n'y a cependant pas de trace durable d'un culte du serpent dans la région de Matsura (ja), où un sanctuaire local abrite les restes supposés pétrifiés de dame Matsura, ou bōfuseki (望夫石, "pierres qui ont contemplé le mari"),,,.

#### Orochi
Le terme orochi (大蛇) signifie littéralement « serpent géant », l'exemple bien connu étant Yamata-no-Orochi, le serpent géant à huit têtes,. Ce monstre qui dévorait les jeunes filles dans la province d'Izumo, était également une divinité, et appelé comme tel par le héros divin Susanoo, son vainqueur,,.
En termes plus réels, il a été supposé que l'offrande annuelle d'un « sacrifice humain » était faite à la divinité serpent, un dieu des champs et de la fertilité qui accordait « la fertilité des semences et la productivité des de l'homme et du bétail, », et pour parler spécifiquement de la culture du riz, orochi était peut-être un « dieu de la rivière » qui contrôlait les eaux d'irrigation vers les champs de riz.
La question de savoir si la jeune fille du sacrifice était effectivement mise à mort est sujet à débat. Il a été affirmé qu'il n'y avait pas de sacrifices humains au dieu de la rivière au Japon,, ou que les offrandes humaines à la divinité des champs n'avaient jamais été répandues,.
Le mythologiste Takeo Matsumura (ja) a fait l'hypothèse que le rituel impliqué n'était pas le sacrifice réel d'une jeune fille, mais la nomination d'une chamane miko au service de la divinité serpent, poste qu'elle aurait occupé à vie,. Il a proposé l'existence d'une version plus ancienne du mythe, forgeant le terme  ogi itsuki kei (招ぎ齋き型, "type d'invocation/invitation et purification"), qui aurait ensuite été altéré vers le meurtre du serpent taiji kei (退治型, "type d'éradication"),.

## Europe

### Vieille Prusse
Un serpent était élevé et nourri avec du lait lors de rites dédiés à Potrimpus, un dieu prussien.

### Rome antique
En Italie, la déesse marse Angitia, dont le nom dérive du mot « serpent », était associée aux sorcières, aux serpents et aux charmeurs de serpents. On pense qu'Angitia était également une déesse de la guérison. Son culte était centré sur la région centrale des Apennins. Les fresques de Pompéi comprennent des représentations du serpent Agathodémon. En Anatolie et dans les Balkans à l'époque romaine, on vénérait le serpent Glycon.
Il y a des preuves que dans la péninsule Ibérique avant l'arrivée du christianisme, et peut-être plus encore avant les invasions romaines, le culte du serpent était une caractéristique notable des religions locales (voir Sugaar). Il subsiste à ce jour de nombreuses traces du respect des serpents dans les croyances populaires européennes, particulièrement en Allemagne, traces qui remontent peut-être à des cultes antiques : le « serpent de la maison » veille sur les vaches et les enfants et son apparition est un présage de mort ; la vie d'une couple de serpents est souvent liée à celle du maître et de la maîtresse du logis.
À Lanuvium (à 32 km de Rome), un grand serpent était vénéré comme un dieu et recevait des sacrifices humains.

### Grèce antique

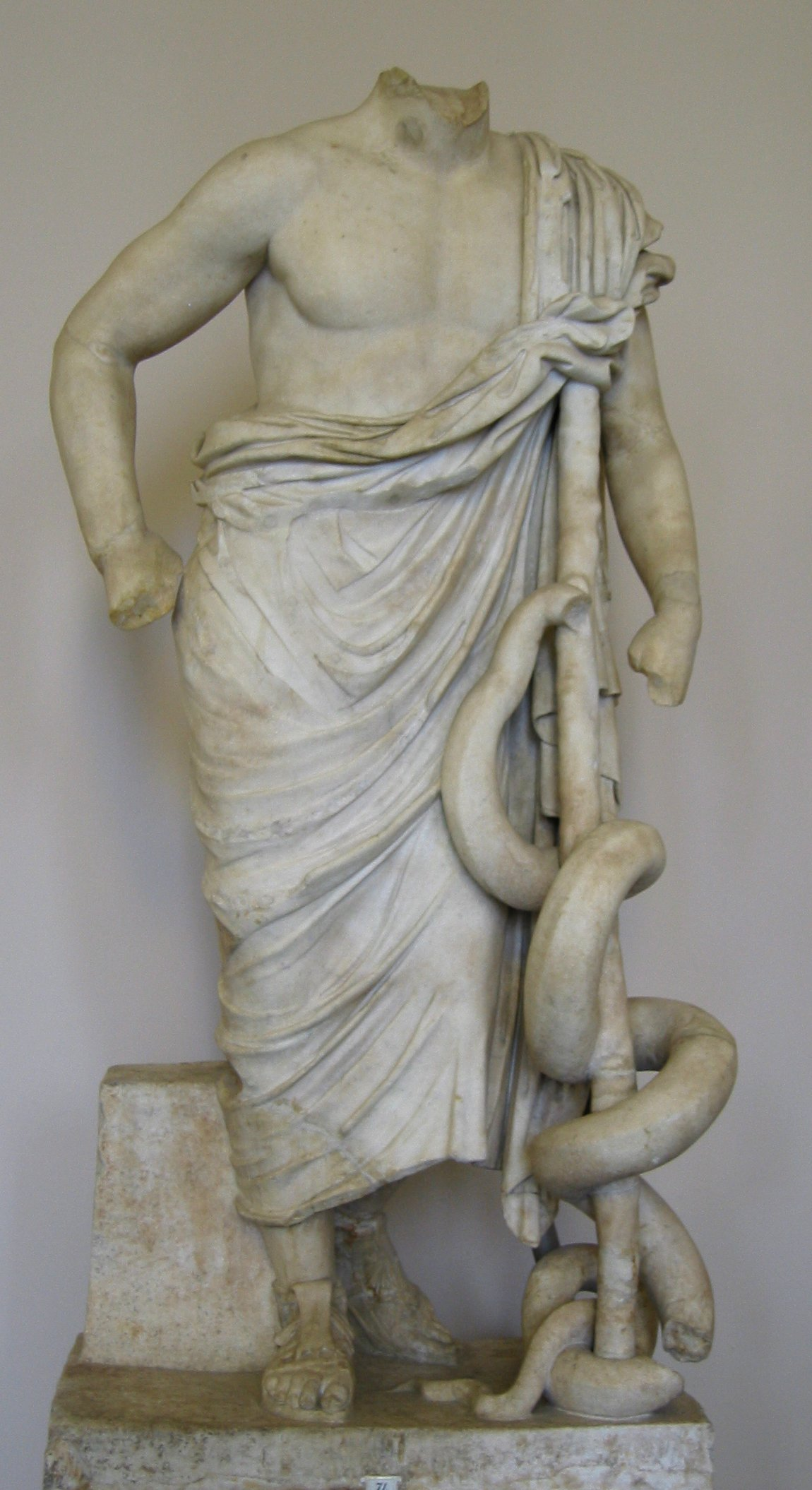
Statue d'Asclépios au musée de Pergame à Berlin.

Les serpents ont un rôle éminant dans les mythes grecs archaïques. Selon certaines sources, Ophion ("serpent", a.k.a. Ophioneus) régnait sur le monde avec l'océanide Eurynomé avant qu'ils soient détrônes par Cronos et Rhéa. Les oracles de la Grèce antique étaient réputés poursuivre une tradition remontant au culte de la déesse cobra égyptienne Ouadjet. Nous apprenons d'Hérodote qu'un grand serpent avait défendu la citadelle d'Athènes[réf. souhaitée].
La déesse aux serpents de la civilisation minoenne brandissait un serpent dans chaque main, ce qui évoque peut-être son rôle de dispensatrice du savoir, plutôt que de maîtresse des animaux (Potnia Theron), avec une panthère sous chaque bras[réf. souhaitée]. Ce n'est pas par accident que le jeune Héraclès, un héros à la lisière des religions archaïques et du nouveau monde olympien[réf. souhaitée], brandit lui aussi les deux serpents qui l'ont « menacé » dans son berceau. Bien que les grecs de l'époque classique ne doutassent pas que ces serpents représentaient une menace, son geste est le même que celui de la déesse crétoise[réf. souhaitée].
Typhon, l'ennemi des dieux de l'Olympe, est décrit comme un monstre sinistre à cent têtes et cent serpents qui lui sortent des cuisses, vaincu et jeté au Tartare par Zeus, ou enfermé sous des régions volcaniques, dont il cause les éruptions. Il s'agit donc d'une figuration chtonienne des forces volcanique. Parmi ses enfants avec Échidna, on compte Cerbère, le chien des enfers à trois têtes, avec des serpents pour crinière et pour queue, la Chimère à queue de serpent, l'Hydre de Lerne aux neuf têtes de serpent et le dragon Ladon, ces deux derniers tués par Héraclès.
Python, ennemi d'Apollon, était toujours peint ou sculpté sous la forme d'un serpent. Après l'avoir tué, Apollon fit de Delphes le lieu de son propre oracle. La Pythie prit son nom de celui de Python.
L'Amphisbène est un serpent mangeur de fourmis doté d'une tête de chaque côté (son nom signifie « qui marche des deux bouts »), aussi appelé « mère des fourmis ». Selon la mythologie grecque, l'amphisbène était née du sang de la tête de Méduse tandis que Persée volait au-dessus du désert Libyque en la tenant à la main[réf. souhaitée]. Méduse et les deux autres Gorgones étaient des monstres femelles aux crocs acérés et à la chevelure de serpents venimeux dont l'origine précède les mythes grecs et qui protégeaient des rites plus anciens. Elles portaient une ceinture de serpents entrelacés de la même façon que dans le caducée.
Asclépios, fils d'Apollon et de Coronis, aurait appris les secrets de l'immortalité en observant un serpent apporter des herbes à un autre (qu'il avait lui-même blessé mortellement). Pour empêcher la race humaine de devenir immortelle, Zeus tua Asclépios de son foudre. Sa mort illustre l'incapacité des hommes à dépasser l'ordre naturel qui les sépare des dieux. En honneur d'Asclépios, des serpents étaient souvent utilisés dans des rituels de guérison. Des couleuvres d'Esculape (non-venimeuses) étaient laissées dans les dortoirs où dormaient les malades et les blessés. L'auteur de la Bibliothèque d'Apollodore indique que la déesse Athéna avait donné à Asclépios un flacon du sang des Gorgones. Le sang de Gorgone avait des propriétés magiques : tiré du flanc gauche de la Gorgone, c'était un poison mortel, du flanc droit, il pouvait ramener les morts à la vie. Euripide écrit cependant dans sa tragédie Ion que la reine Créuse  avait hérité ce flacon de son grand-père Érichthonios, qui était lui-même un serpent. Dans cette version, le sang de Méduse a le pouvoir guérisseur, tandis que le sang mortel provient des serpents sur sa tête[réf. souhaitée]. Zeus plaça Asclépios au ciel, dans la constellation d'Ophiuchus, le porteur de serpent. Le symbole moderne de la médecine est le bâton d'Asclépios, un serpent enroulé autour d'un bâton, et le symbole de la pharmacie la coupe d'Hygie autour de laquelle s'enroule un serpent. Hygie était une des filles d'Asclépios.
Olympias, princesse d'Épire mère d'Alexandre le Grand, avait la réputation d'une maîtresse de serpents et c'est sous la forme d'un serpent que Zeus se serait uni à elle pour engendrer Alexandre ; selon Lucien de Samosate, on trouvait encore des serpents apprivoisés à Pella au IIe siècle et à Ostie un bas-relief montre des serpents enroulés autour d'un autel, symboles ou incarnation des Lares.

### Religion celtique
La déesse celte Brigit était notamment associée aux serpents. Le jour de sa fête, Imbolc, est traditionnellement le moment de prédire le temps à venir en regardant si les serpents et les blaireaux sortent de leurs terriers, ce qui pourrait être un précurseur du jour de la marmotte  d'Amérique du Nord. Il existe un dicton gaélique écossais à ce sujet :
« Thig an nathair as an toll
Là donn Brìde,
Ged robh trì troighean dhen t-sneachd
Air leac an làir. »
« Le serpent sortira du trou
Le jour brun de Brigit,
Même s'il devait y avoir trois pieds de neige

Sur la surface plate du sol. »

## Images

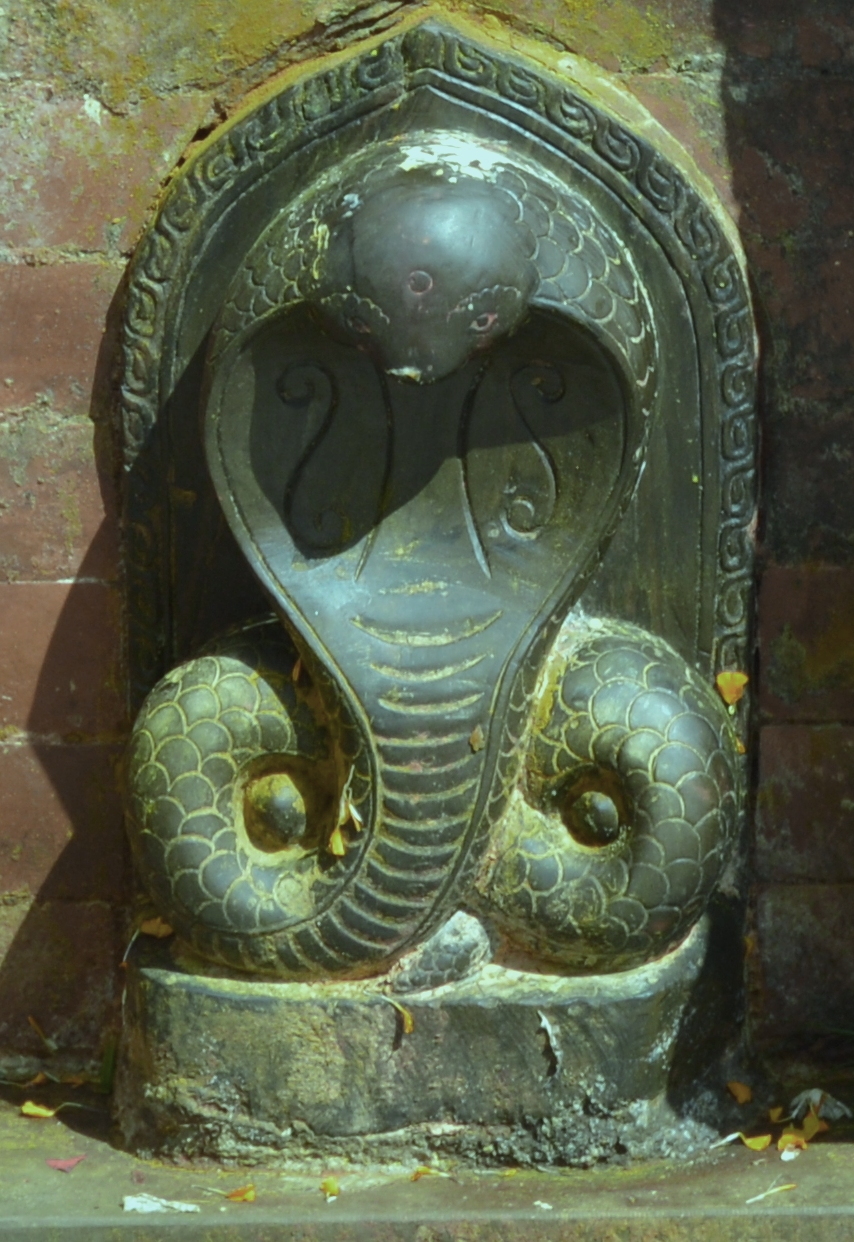
Nāga au temple de Naxal Bhagwati à Katmandou.
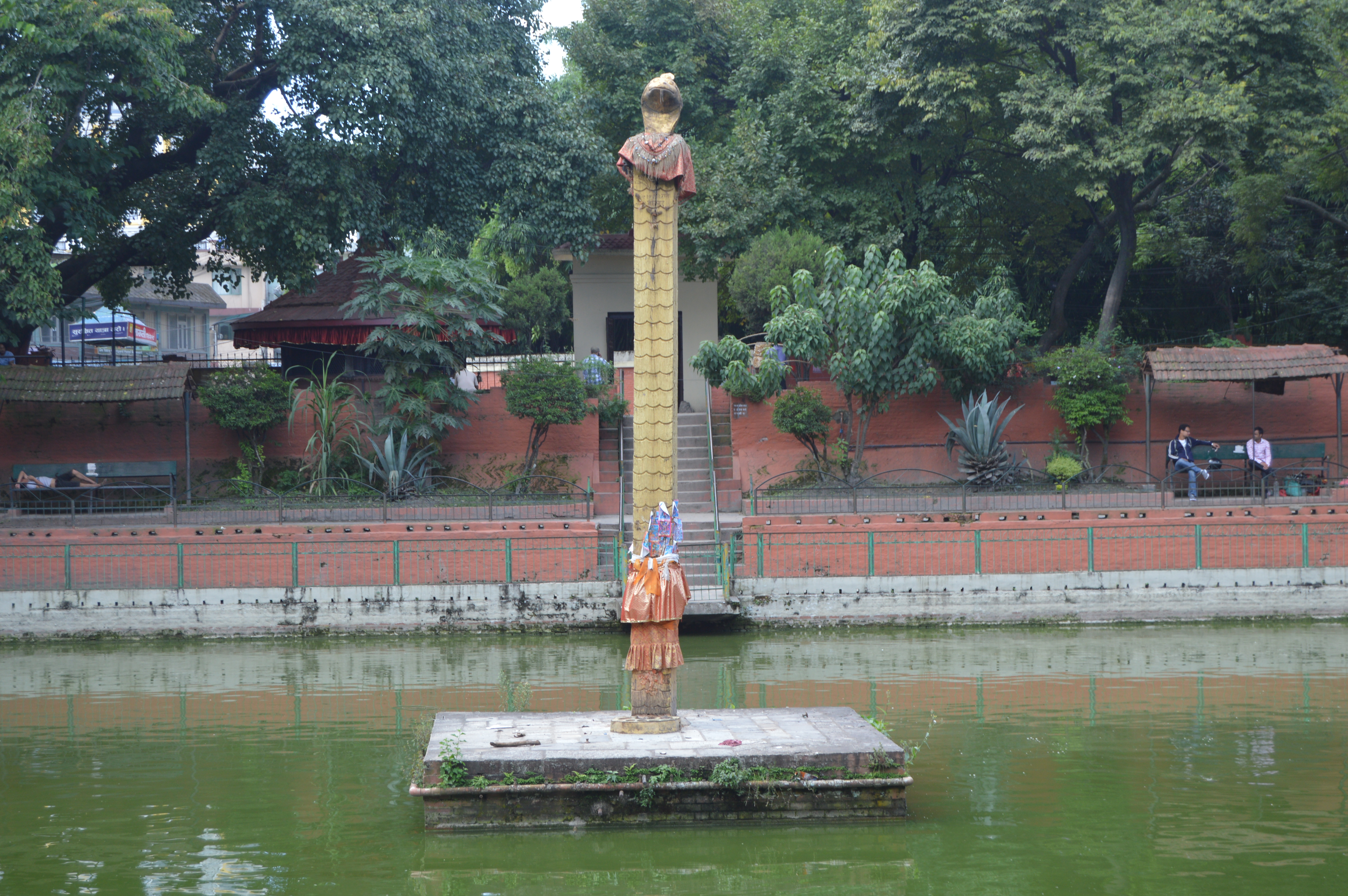
Nāga du Nag pokhari, bassin rituel de Katmandou.
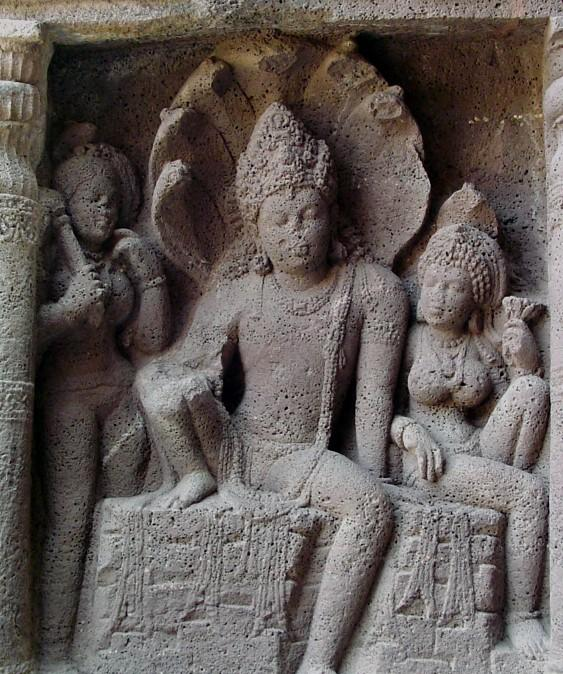
Le dieu serpent Naga et sa parèdre à Ajantâ.
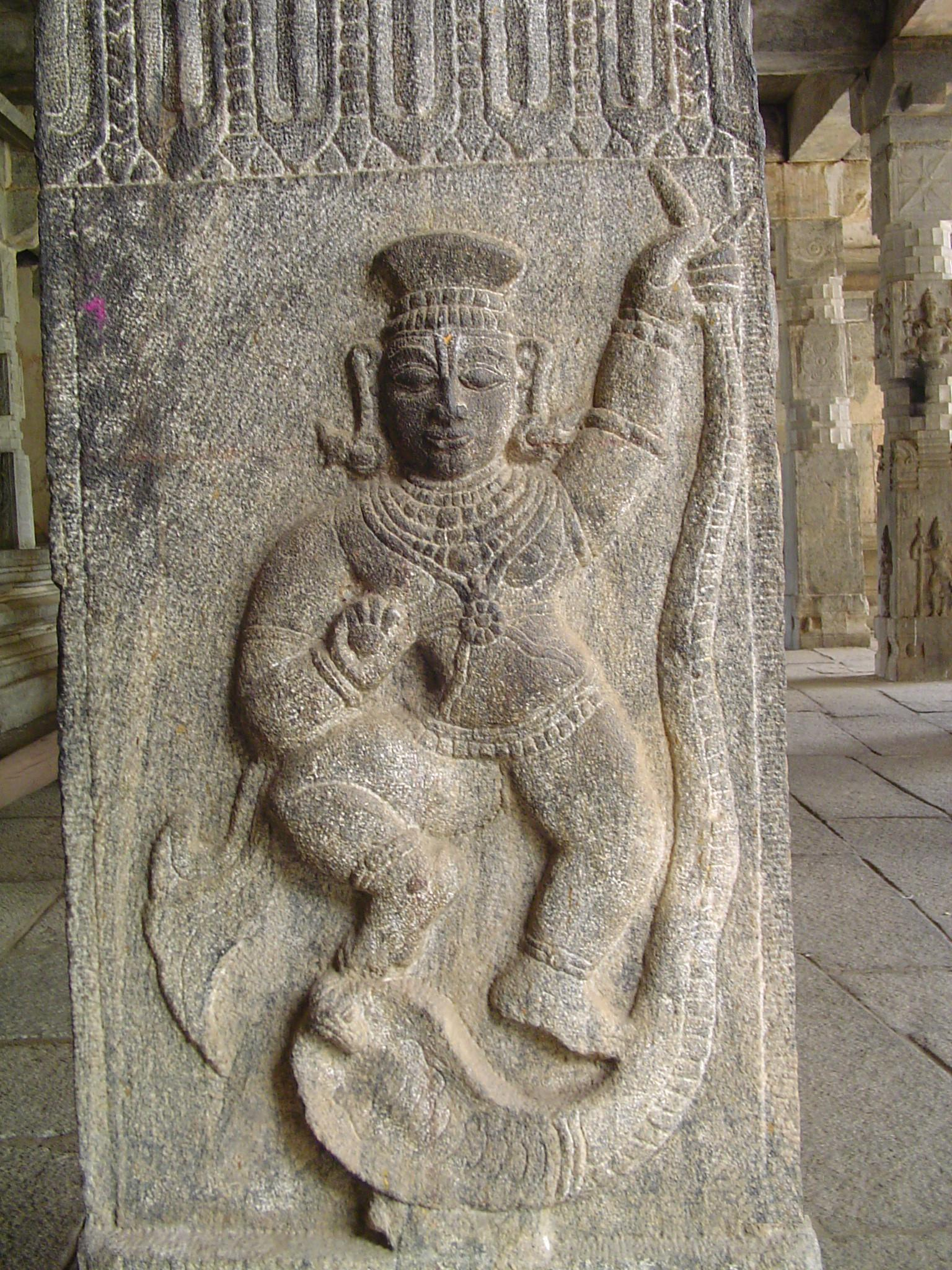
Krishna dansant sur le serpent Kaliya dans un temple de Talakadu (en), au Karnataka.
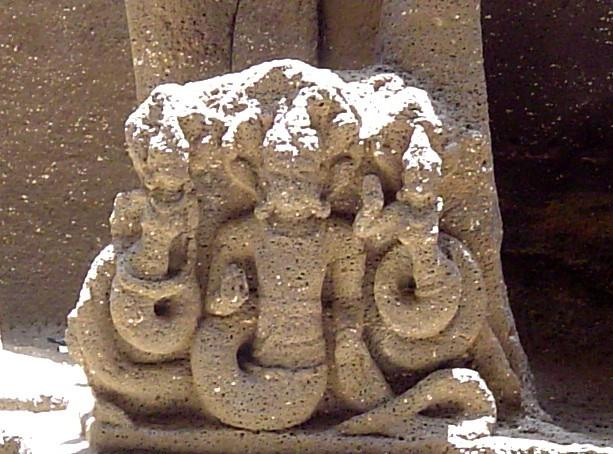
Statue d'une déesse-serpent au temple de Kailâsanâtha à Ellorâ.